# Kurt Kreiser
Emil Kurt Kreiser (* 4. Juni 1891 in Dresden; † 13. Februar 1945 ebenda) war ein deutscher Musikjournalist, Dirigent und Komponist.

## Leben
Er war der Sohn des Stadtbezirksoberaufsehers Otto Emil Kreiser. Kurt Kreiser besuchte das Gymnasium Dreikönigschule in Dresden und schloss es 1910 mit dem Abitur ab. Er begann dann ein Chemiestudium an der Universität in Dresden, war aber mit der Studienwahl unzufrieden und wechselte das Studienfach zu Philosophie, Literatur und Kunstgeschichte. Im Jahr 1915 wechselte Kurt Kreiser dann erneut das Studienfach, entschied sich für Musikwissenschaft und ging an die Universität in Leipzig. Dort studierte er unter Hugo Riemann, Arthur Prüfer und Arnold Schering. Er promovierte mit einer Doktorarbeit über das Leben und Wirken des Dresdner Komponisten Carl Gottlieb Reißiger.
Im Anschluss zog Kurt Kreiser wieder nach Dresden, arbeitete sowohl als Musikjournalist, Musiklehrer an der König-Georg-Gymnasium, Dirigent der Dresdner Philharmonie als auch als Komponist. Am 13. Februar 1945 starb Kurt Kreiser während der Luftangriffe der Alliierten auf Dresden.

## Musikalische Werke (Auswahl)
- Fantasie für Orchester und Stimmen „Vita“
- Marsch für Mandolinenorchester
- Adagio für Violine und Klavier
- Polonaise für Klavier
- Lied der Elbschiffer, für Stimme und Klavier